# Folkmarská skála
Folkmarská skála (915 m n. m.) je vrch na Slovensku ve Volovských vrších ve Slovenském rudohoří.

## Charakteristika
Folkmarská skála (915 m n. m.) se nachází na východním Slovensku v Košickém kraji, ve Volovských vrších. Území patří do Slovenského rudohoří. Pod skálou se nachází obec Kojšov. Ze skály je možno pozorovat několik okolních hor jako např. Kojšovská hoľa (1246 m n. m.), Krompašský vrch (1025 m n. m.), Zlatý stôl (1322 m n. m.), vrch Roháčka (1029 m n. m.). Za příznivého počasí i Královu holu (1946 m n. m.) a Vysoké Tatry. Nejjednodušší výstup na Folkmarskou skálu je z Folkmarského sedla (542 m n. m.).

## Flóra a fauna
V okolních lesích se střídá smíšený les (převážně s buky) a loukami. Na vrcholu lze pozorovat dravé ptactvo. Lesy jsou plné lesních plodů, hub a různých chráněných rostlin.

## Památník SNP na cestě od Folkmarského sedla
Během SNP zde působily partyzánské skupiny.

## Hornictví
V minulosti území v okolí Folkmarské skály hrálo významnou roli v oblasti hornictví. Pod Folkmarskou skálou ve středověku postupně fungovalo 12 štol. Území leží ve Slovenském rudohoří, které je bohaté na nerostné suroviny (těžba mědi, antimonu a železa). K důlní činnosti se využívalo obyčejné ruční nářadí (kladivo, želízka a klíny). Časem se začalo využívat rozrušování horniny vodou (ta se dopravovala z Kojšovského potoka čerpadlem). K přepravě hornin se používala koňská spřežení. Vytěžená ruda se dopravovala na zpracování do větších hamrů (v Krompachách, Gelnici a Košických Hamrech), někdy i do menších továren v gelnickém okrese. Kovářské dílny měly v regionu silné zastoupení.

Neinvestováním do moderních technologií začátkem 20. století hornictví v celém gelnickém okrese upadlo. V současnosti lze v místních lesích nalézt stopy po hornictví (opuštěné štoly a haldy).

## Turistické trasy
Folkmarská skála je součástí naučné stezky Folkmarská a Murovaná skála, která začíná v obci Kojšov a končí v obci Velký Folkmár. Nedaleko Folkmarské skály se nacházejí turisty vyhledávaná Turniska a Turnická klenba.
Přístupové cesty na Folkmarskou skálu vedou:
1. po  žluté turistické trase z obce Kojšov (kratší 1,30 hod. trasa, ale podstatně strmá a náročná),
2. po  žluté turistické trase z Folkmarského sedla (542 m n. m.; nenáročná trasa, která trvá asi 1,05 hod., auto lze zaparkovat na Folkmarském sedle u kříže),
3. po  žluté turistické trase z rekreační oblasti Ružín-Košické Hámre (nenáročná trasa, která ale trvá až 2.30 hod.).

## Galerie

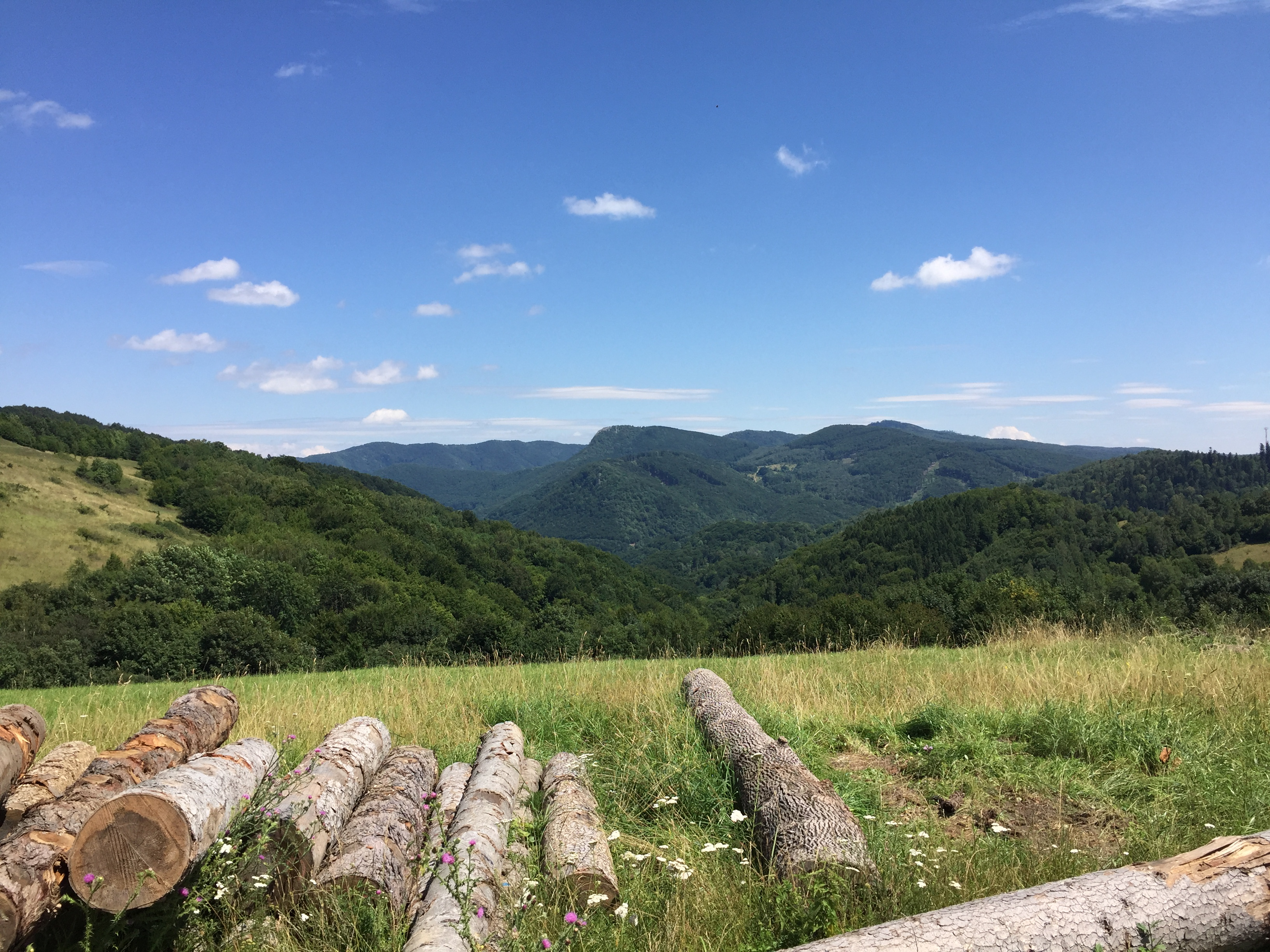
Pohled z Folkmarského sedla (542 m nm) na vrch Sivec
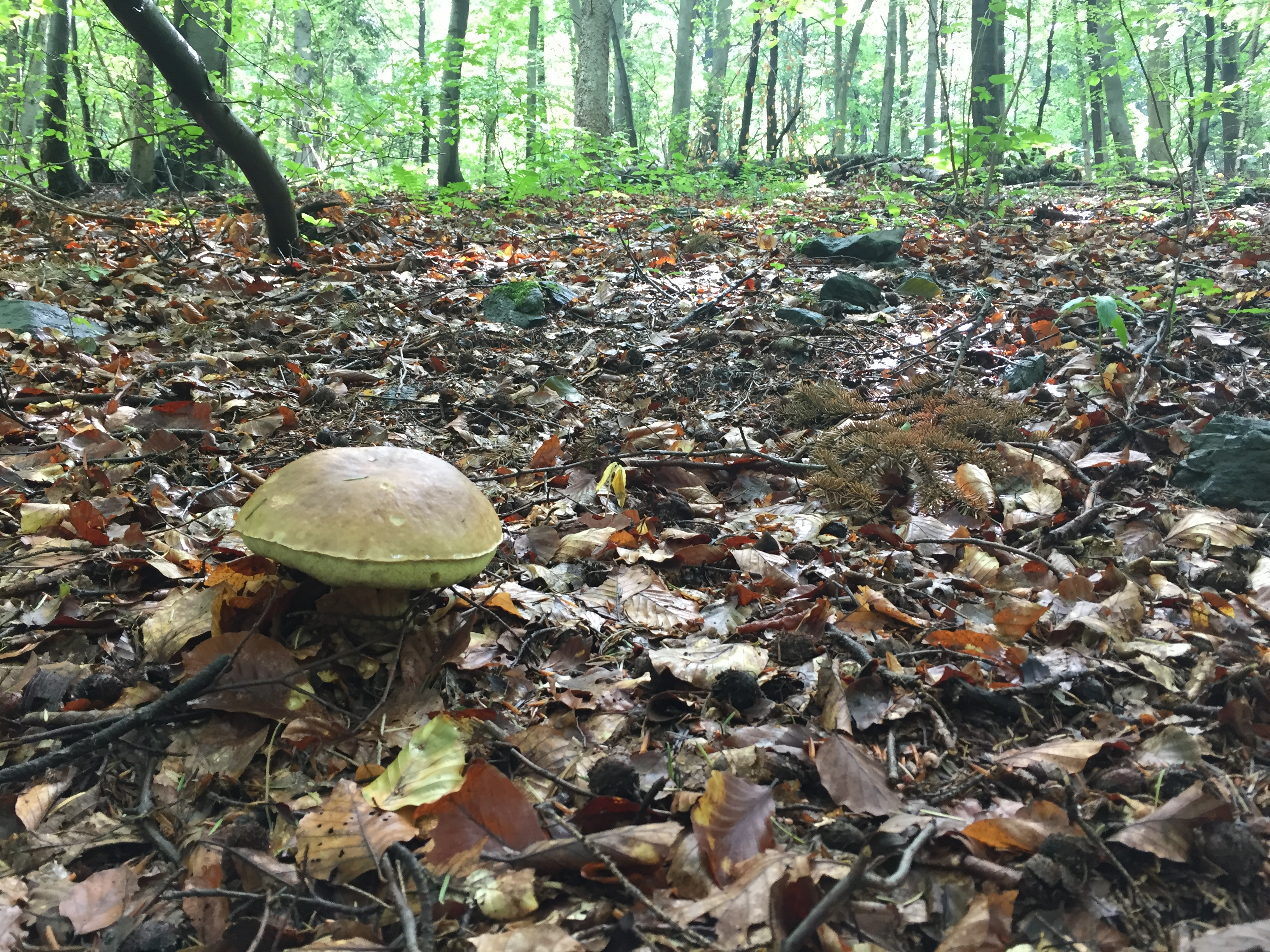
Hřib na cestě k Folkmarské skále
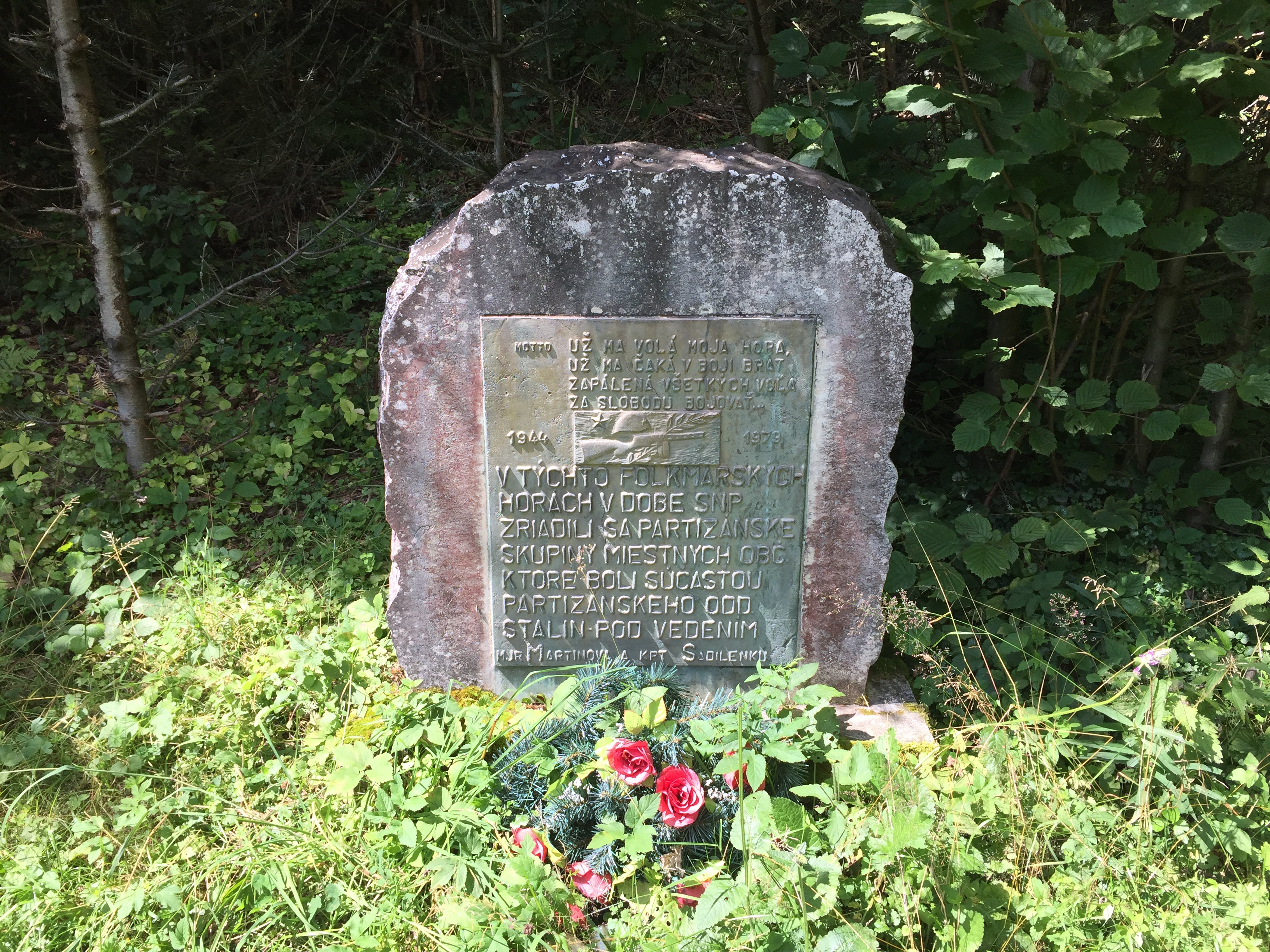
Památník SNP
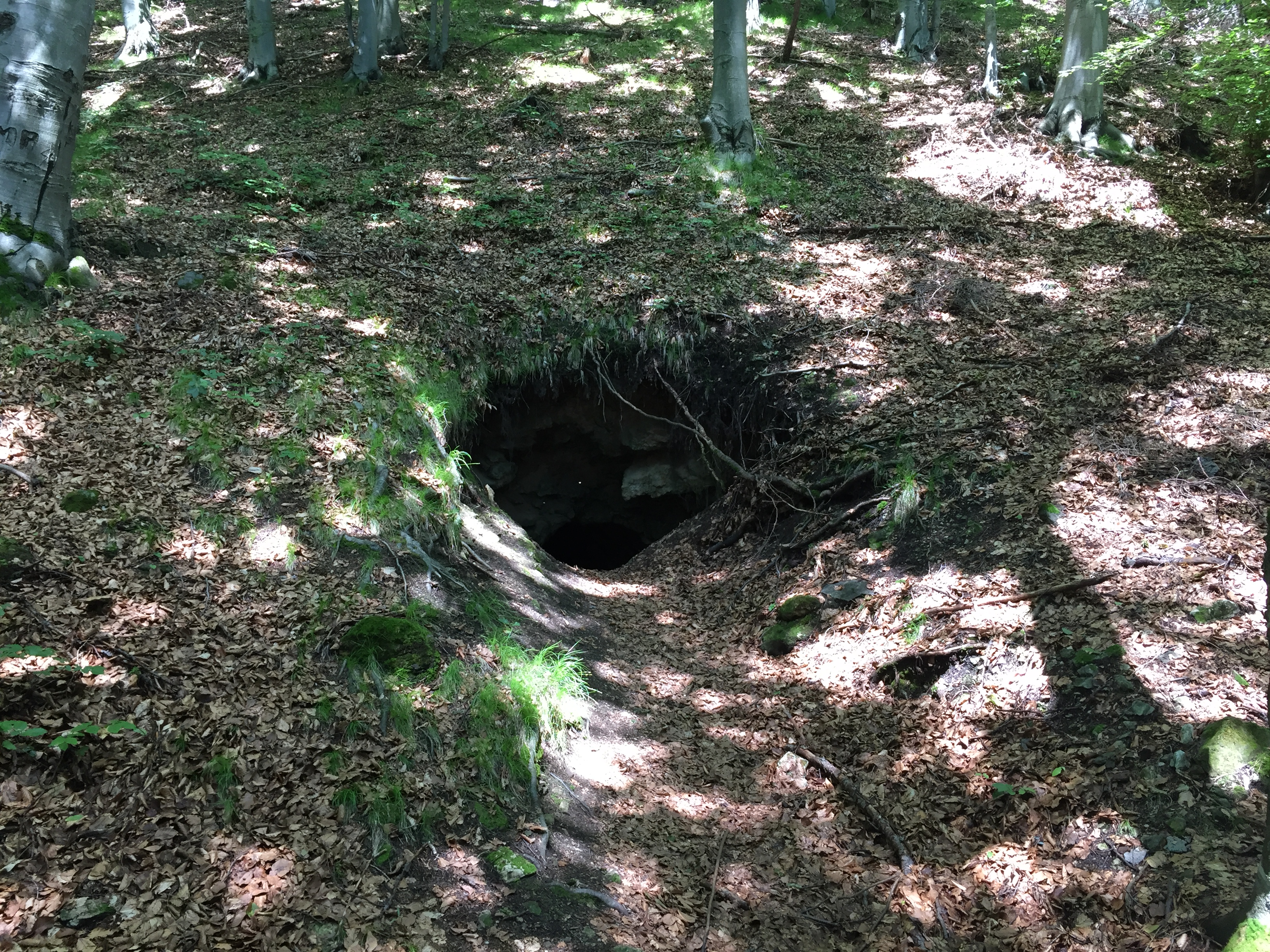
Vstup do štoly pod Folkmarskou skálou
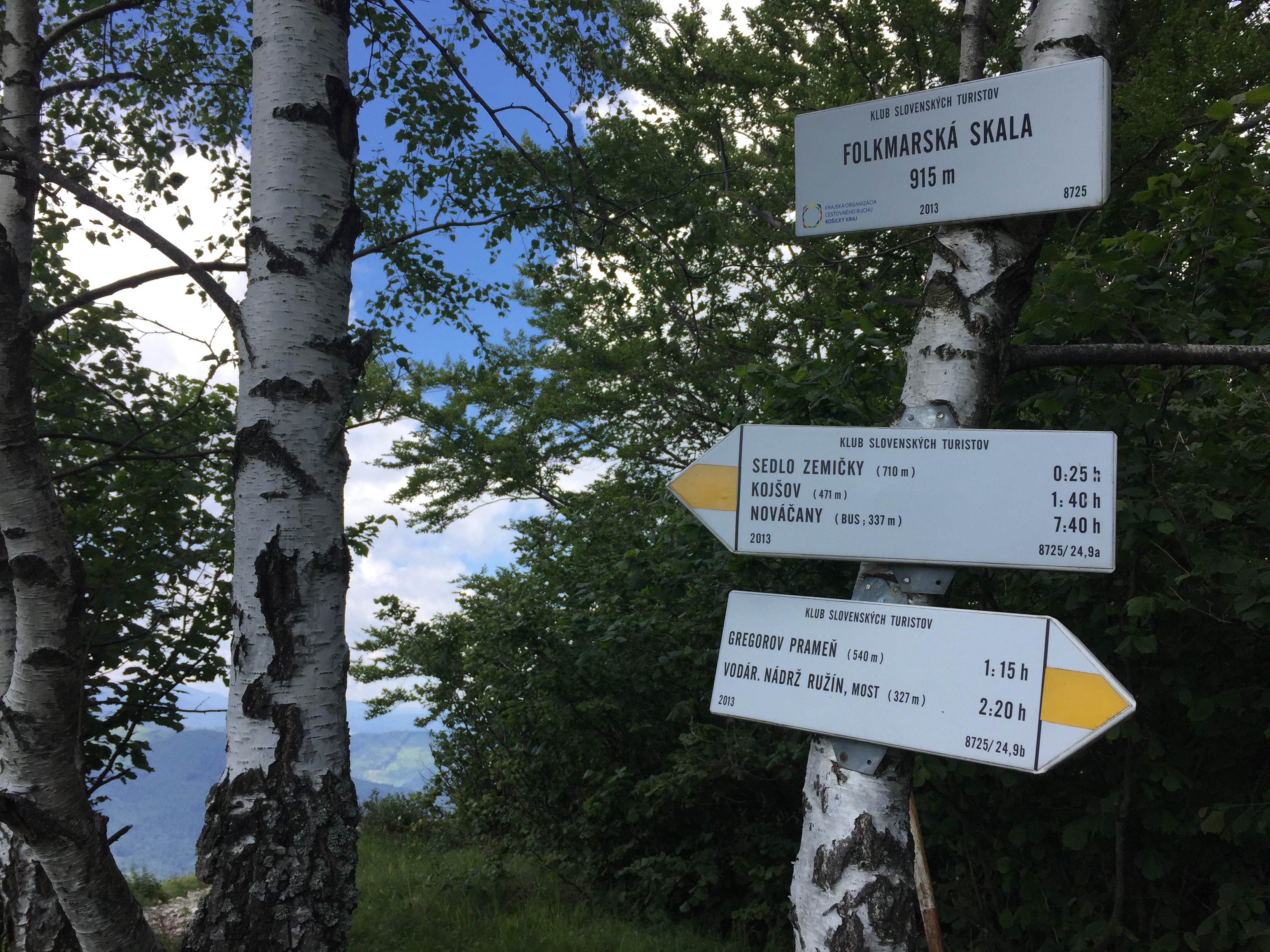
Info na vrchu Folkmarské skály
Panorama na Folkmarské skále
Panorama na Folkmarské skále
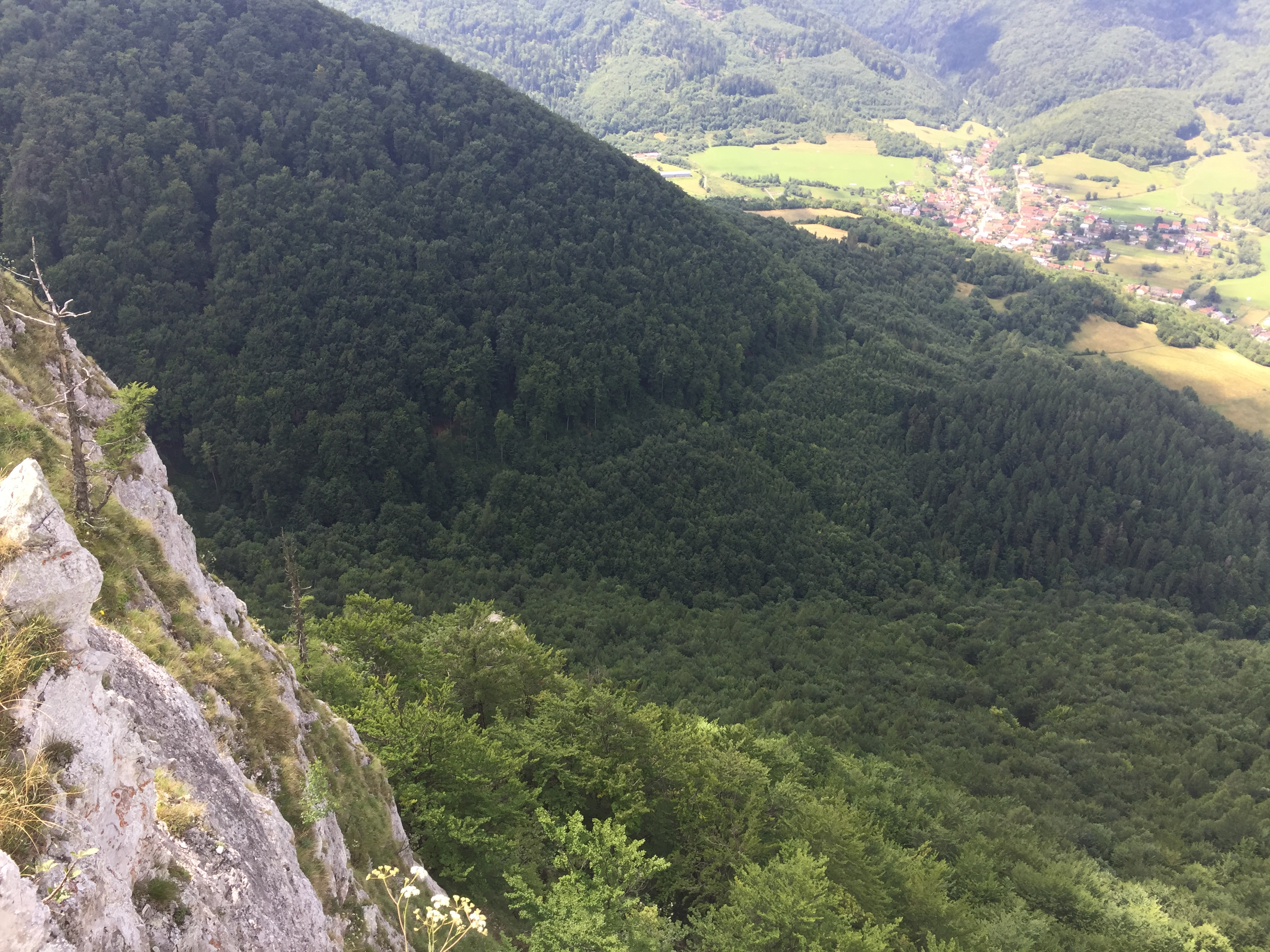
Pohled ze skály
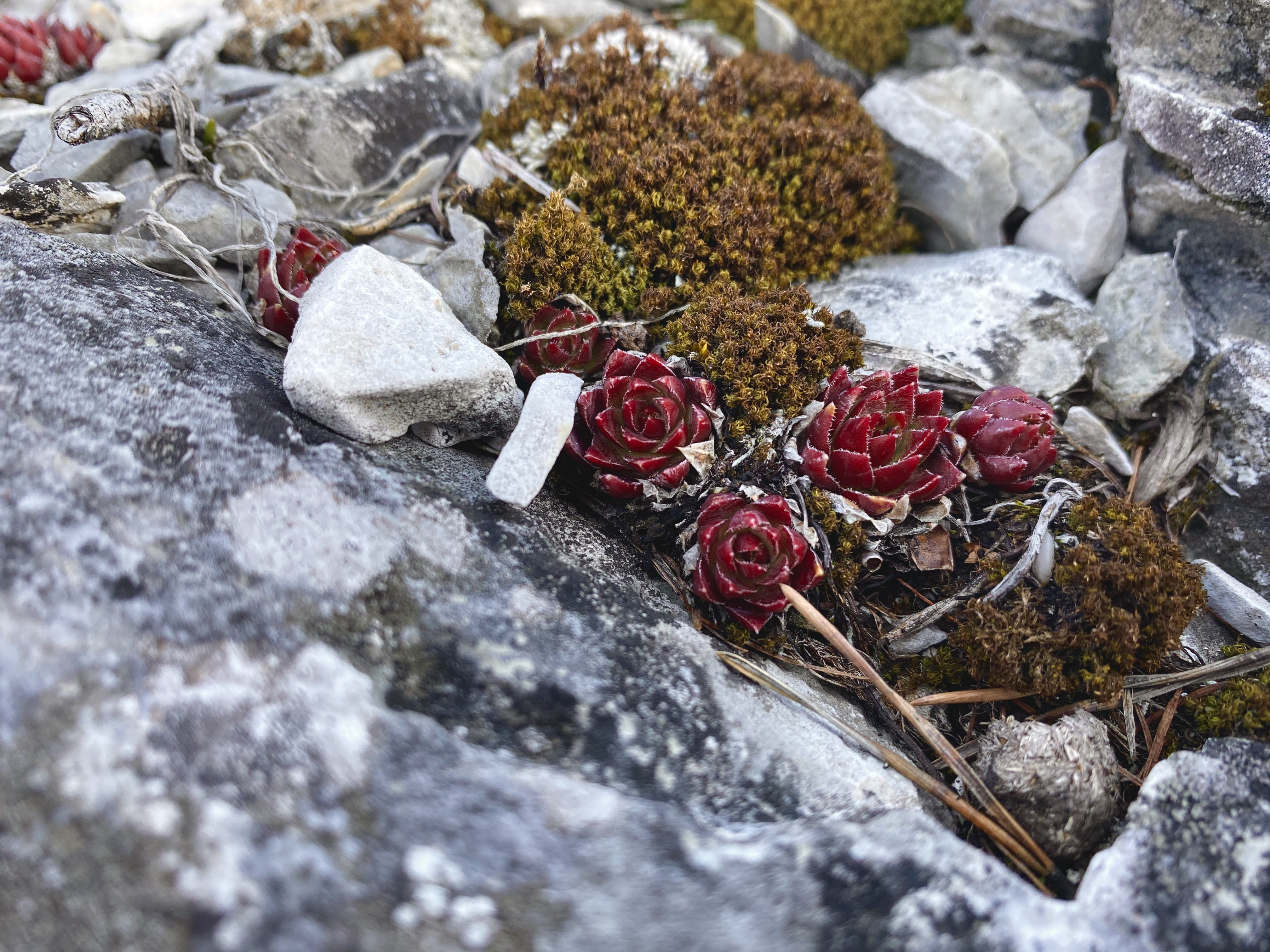
Rostliny na Folkmarské skále (Jaro)
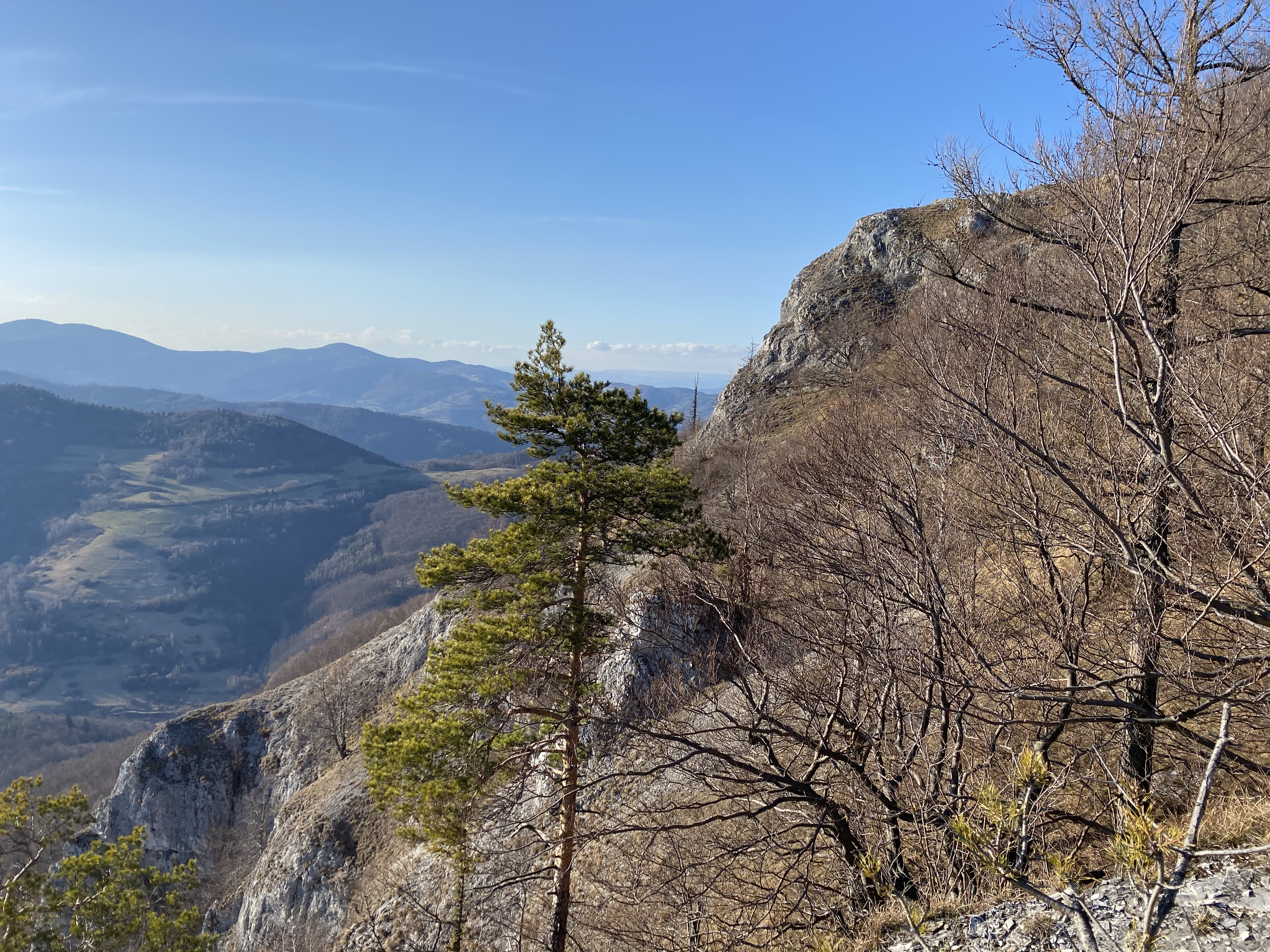
Pohled z nižší skaly na vrch Folkmarské skály (Jaro)
Panorama na Folkmarské skále (Jaro)
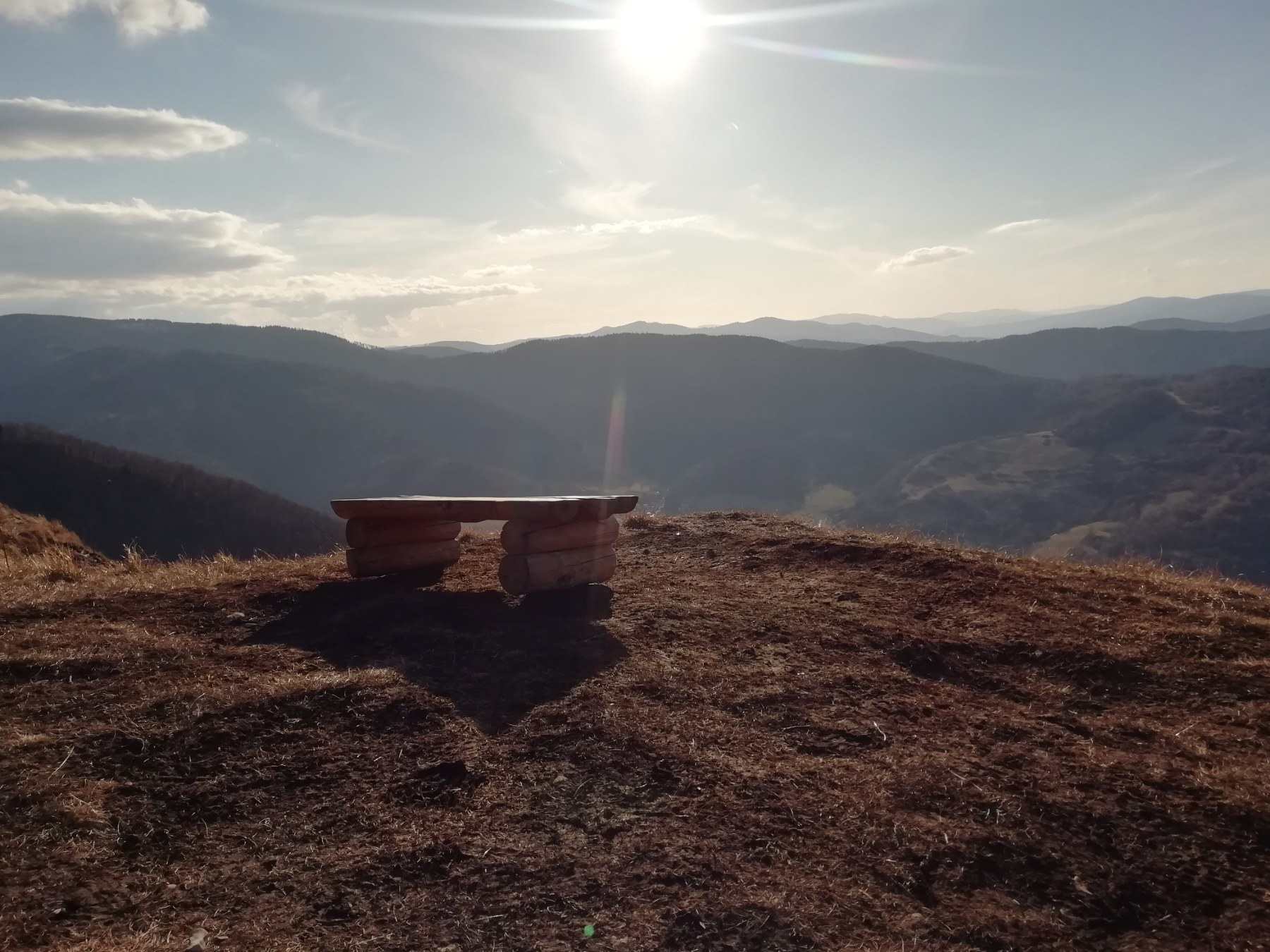
Lavička na Folkmarské skále (Jaro)